# 蜘蛛 (クルアーン)
『蜘蛛』とは、クルアーンにおける第29番目の章（スーラ）。69の節（アーヤ）から成る。
章の冒頭に神秘文字（Muqatta'at）が置かれているもの（計29スーラ）のうちの一つ。